# Helvetia roeweri
Helvetia roeweri là một loài nhện trong họ Salticidae.
Loài này thuộc chi Helvetia. Helvetia roeweri được Ilka Maria Fernandes Soares & Hélio Ferraz de Almeida Camargo miêu tả năm 1948.